# 12893 Mommert
12893 Mommert eller 1998 QS55 är en asteroid i huvudbältet som upptäcktes den 26 augusti 1998 av OCA–DLR Asteroid Survey (ODAS). Den är uppkallad efter Michael Mommert.
Asteroiden har en diameter på ungefär 5 kilometer.